# Zöldülőtönkű susulyka
A zöldülőtönkű susulyka (Inocybe aeruginascens) a susulykafélék családjába tartozó, homoki nyárasokban termő, mérgező gombafaj. A fajt Babos Margit írta le 1968-ban a Duna-Tisza közének nyáras-borókásaiból.

## Megjelenése
A zöldülőtönkű susulyka kalapjának átmérője 2–5 cm, alakja fiatalon tompán kúpos-púpos, később kiterül. Felülete selymesen fénylő, széle finoman szálas, néha behasadozó. Színe fiatalon okker-, szalmasárga vagy sárgás-, rozsdabarna, közepe sötétebb. Az idősebb gomba kékeszöldes árnyalatú lehet. Húsa fehéres, vizenyős, a tönkben zöldes. Szaga és íze nem jellegzetes, esetleg enyhén spermaszagú.
Sűrűn álló, tönkhöz nőtt lemezei fiatalon fehéresek, majd világosbarnák, végül a spórák érésével dohánybarnák; az élük világosabb. Spórapora agyagbarna. Spórái elliptikusak vagy mandula formájúak, sima felszínűek, 7-9(10) x 4-5 µm-esek.
Tönkje 2,5–5 cm magas, 0,2-0,6 cm vastag. Lefelé kissé vastagodik, töve nem vagy csak kicsit gumós, felülete csupasz, sima, csúcsa korpás. Színes fehéres, sárgás; nyomásra vagy idősödve az alján olajos-kékeszöldesen színeződik, nedvesen kissé áttetsző. Az elszíneződés gyakran csak később, esetleg másnap figyelhető meg.

### Hasonló fajok
Más mérgező susulykafajokra hasonlít, amelyektől zöldülő tönkje különbözteti meg.

## Elterjedése és élőhelye
Európai faj, Franciaországtól Oroszországig, Finnországtól Itáliáig megtalálható. Magyarországon helyenként gyakori. Főleg homoki nyárasokban él, sokszor seregesen lehet találkozni vele. Városi környezetben, parkokban, gyepeken is megjelenhet. Májustól októberig terem.
Mérgező, pszichoaktív hatású pszilocibint tartalmaz.